# 北ガラパゴスプレート
北ガラパゴスプレート（英語:North Galapagos Microplate）とは、ガラパゴス諸島附近にあるプレート。北東方向をココスプレートに、南東方向をナスカプレートに、西方向を太平洋プレートに接していて、反時計回りに運動している。また、南側にはガラパゴスプレートも存在している。